# Мамудзу
Мамудзу́ (фр. Mamoudzou) — місто та муніципалітет у Франції, адміністративний центр) та найбільше місто заморського департаменту Майотта. Населення — 53 022 осіб (2007).

## Географія

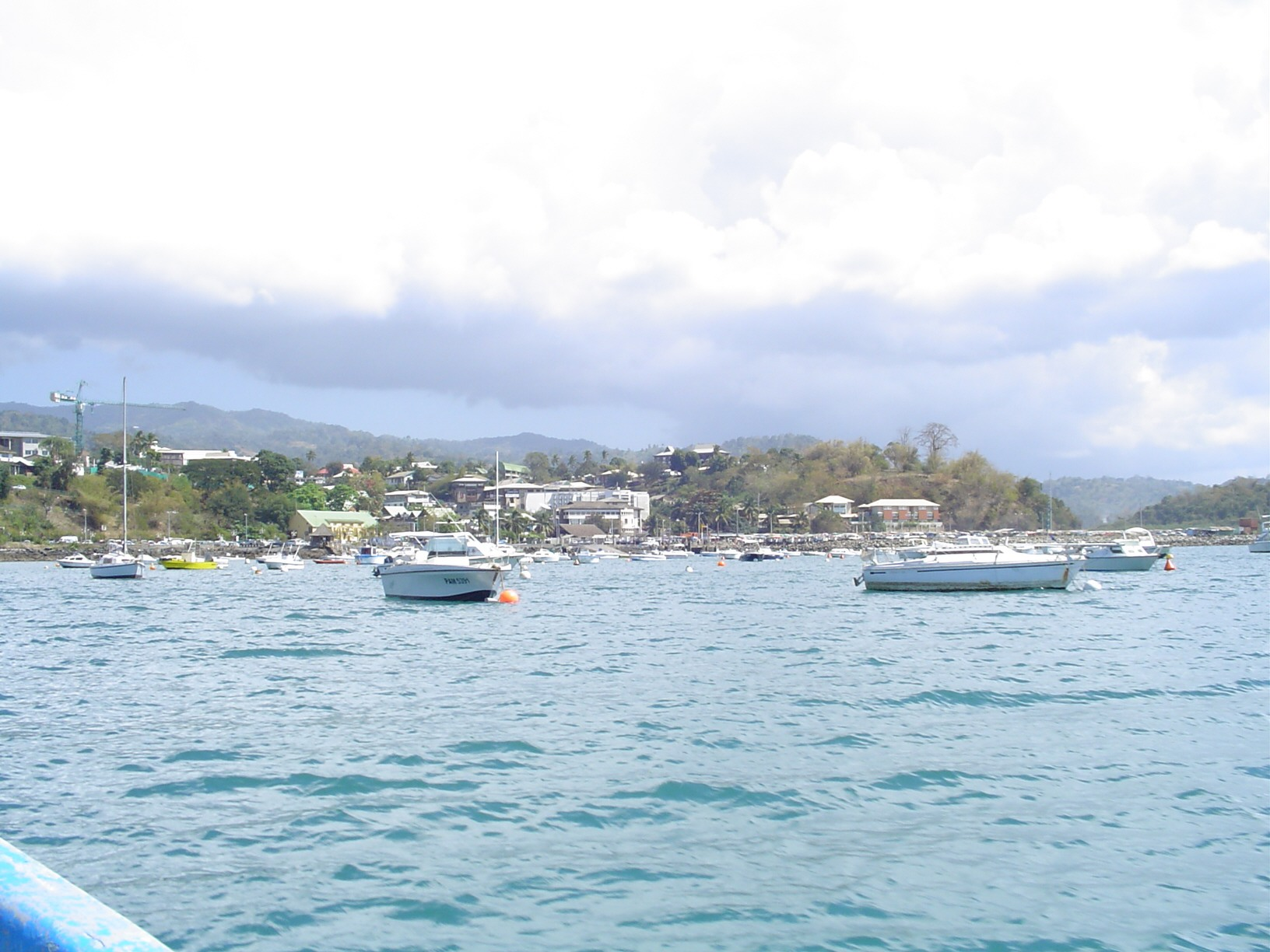
Порт міста

Муніципалітет розташований на острові Ґран-Терр в Мозамбіцькій протоці на відстані близько 8300 км на південний схід від Парижа.

### Клімат
Місто знаходиться у зоні, котра характеризується кліматом тропічних саван. Найтепліший місяць — січень із середньою температурою 26,7 °C (80 °F). Найхолодніший місяць — липень, із середньою температурою 23,9 °C (75 °F).
| Клімат Мамудзу          | Клімат Мамудзу | Клімат Мамудзу | Клімат Мамудзу | Клімат Мамудзу | Клімат Мамудзу | Клімат Мамудзу | Клімат Мамудзу | Клімат Мамудзу | Клімат Мамудзу | Клімат Мамудзу | Клімат Мамудзу | Клімат Мамудзу | Клімат Мамудзу |
| Показник                | Січ.           | Лют.           | Бер.           | Квіт.          | Трав.          | Черв.          | Лип.           | Серп.          | Вер.           | Жовт.          | Лист.          | Груд.          | Рік            |
| Середня температура, °C | 27             | 27             | 27             | 27             | 26             | 25             | 24             | 24             | 24             | 25             | 26             | 27             | 25             |
| Норма опадів, мм        | 352            | 214            | 159            | 107            | 53             | 15             | 10             | 9              | 7              | 39             | 88             | 179            | 1231           |
| ----------------------- | -------------- | -------------- | -------------- | -------------- | -------------- | -------------- | -------------- | -------------- | -------------- | -------------- | -------------- | -------------- | -------------- |
| Джерело: Weatherbase    |                |                |                |                |                |                |                |                |                |                |                |                |                |

## Галерея зображень

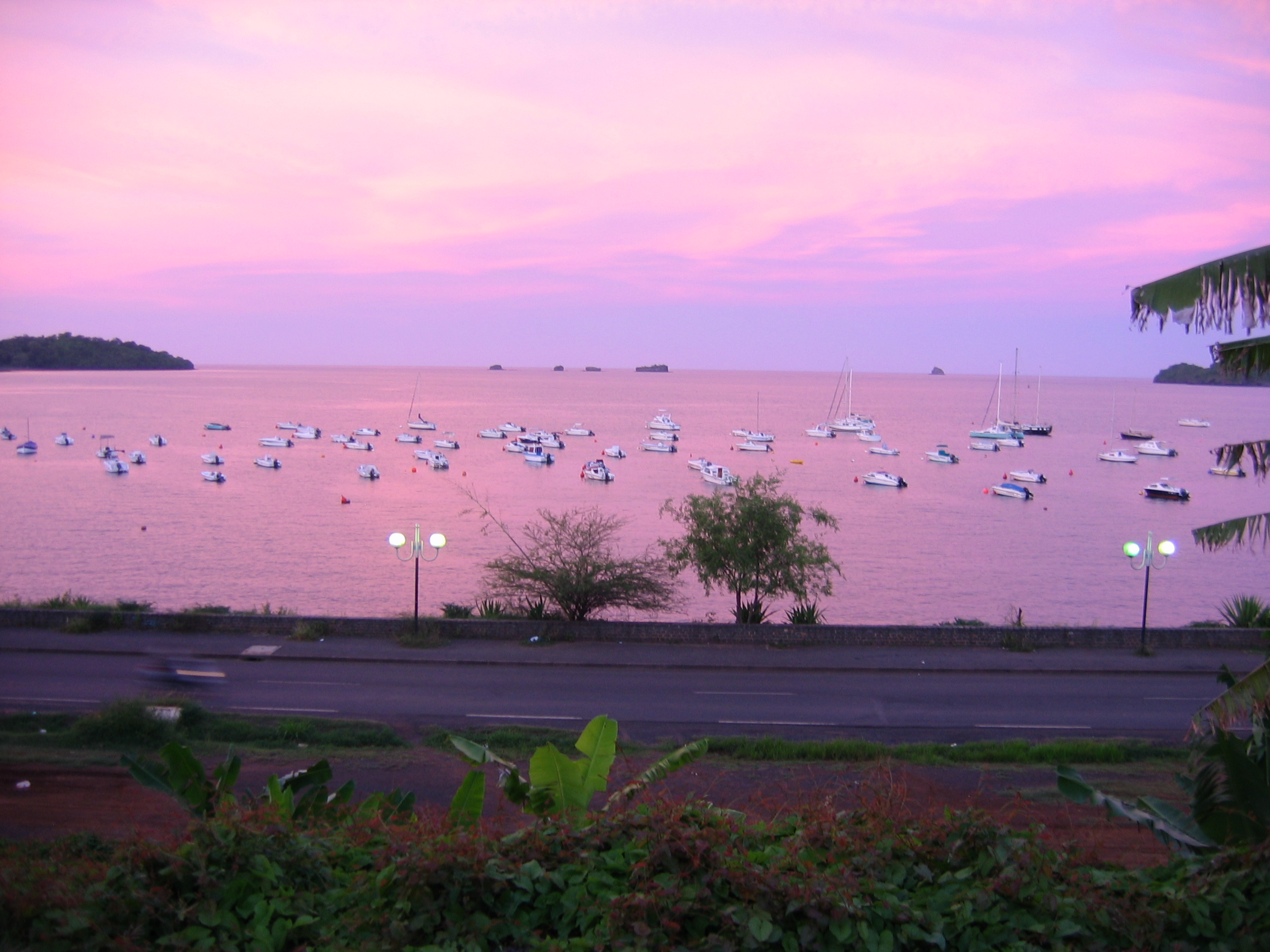
Вид на море з Мамудзу
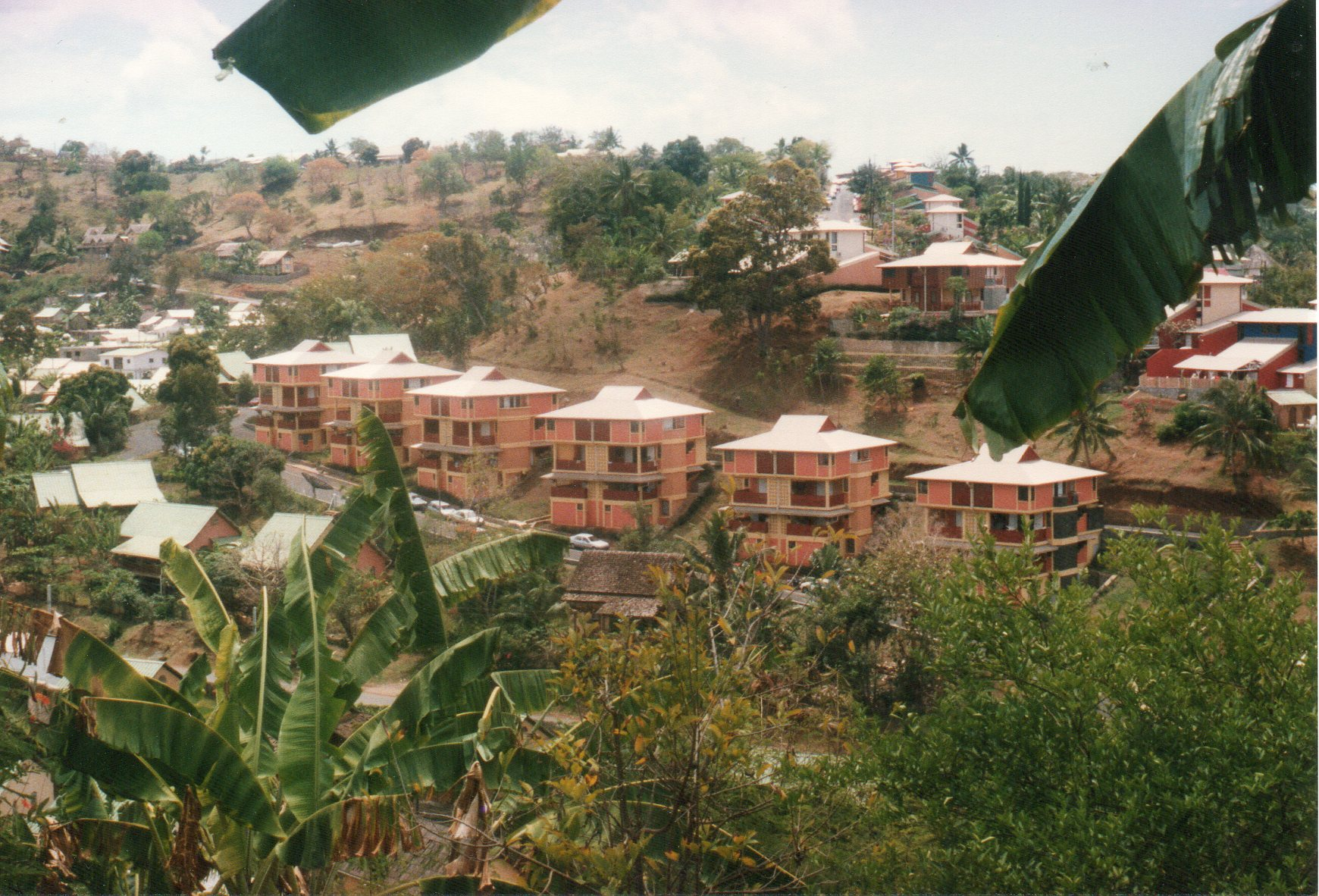
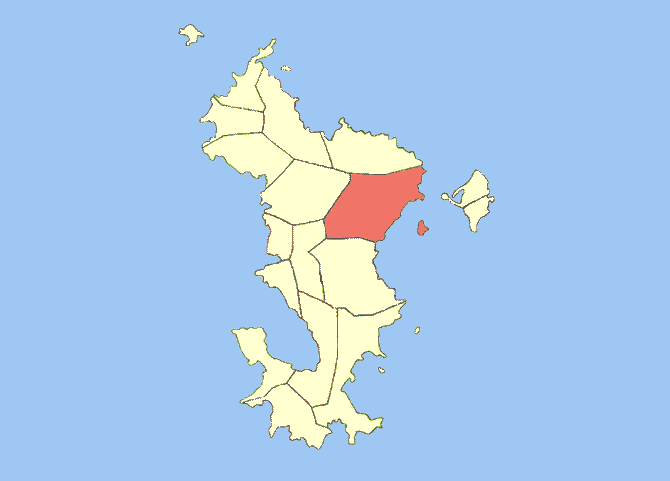
Розташування на мапі Майотти